# Dîner en blanc

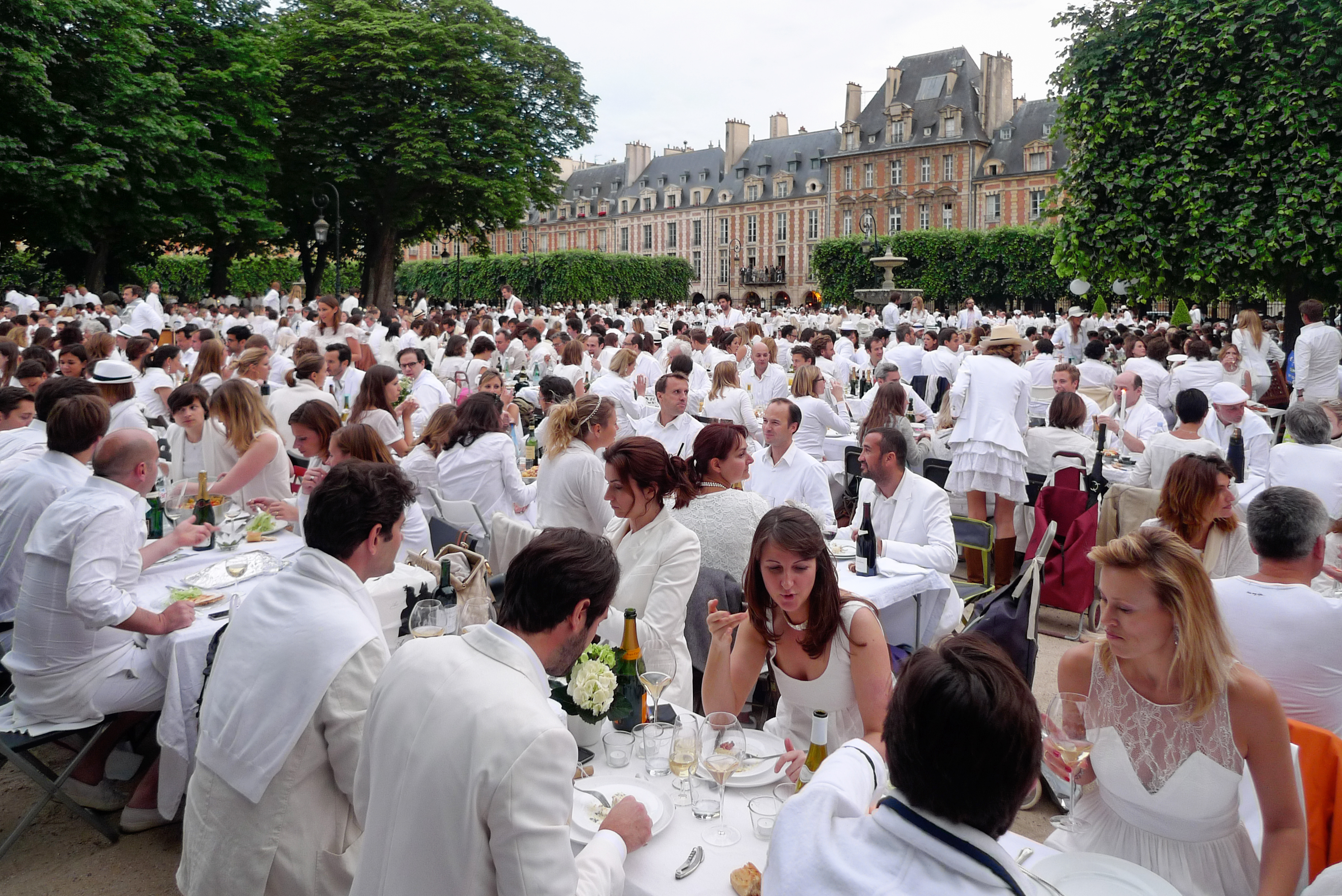
Diner en blanc
Paris, Place des Vosges (Juni 2012)

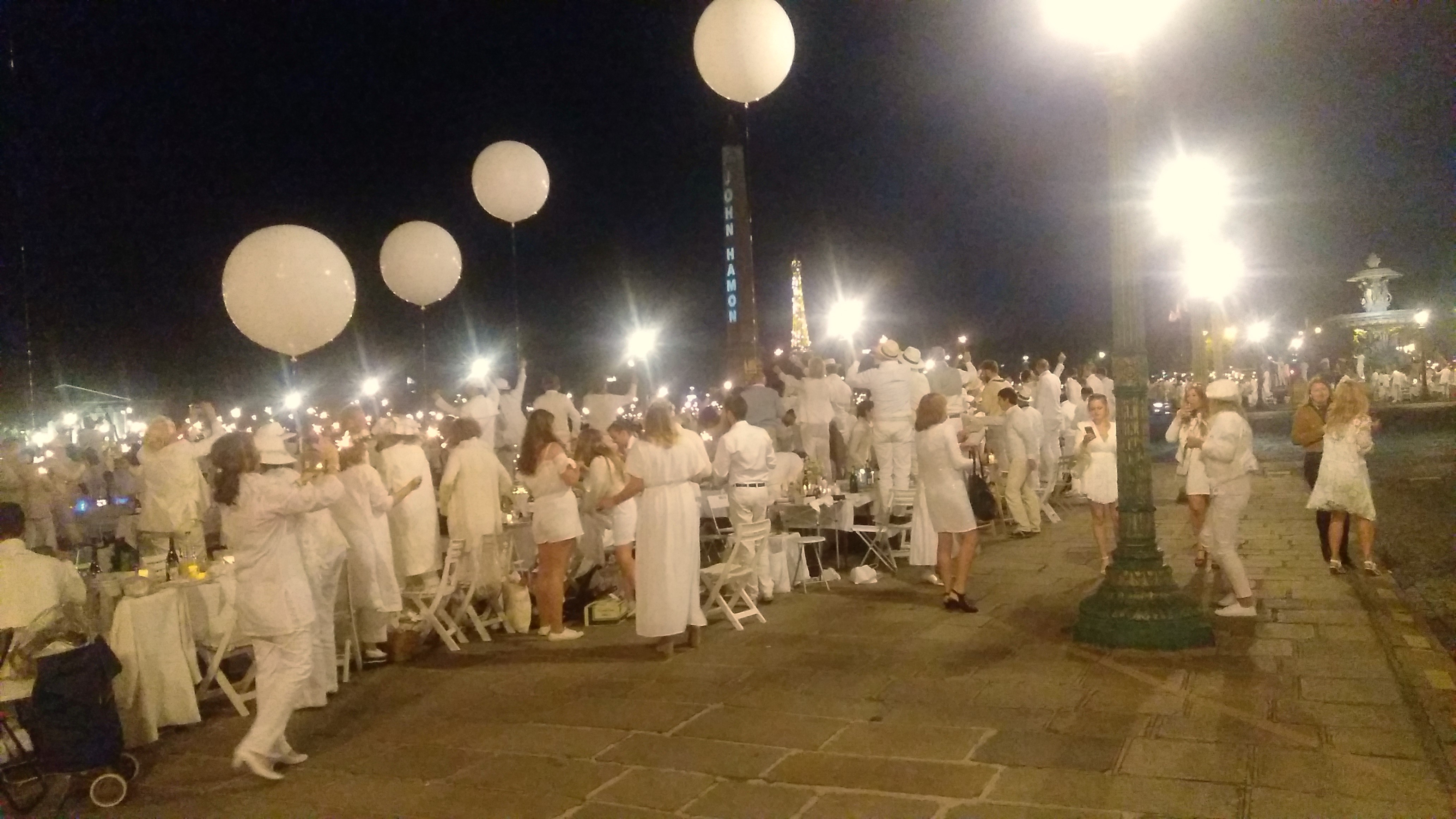
Diner en blanc
Paris, Place de la Concorde (Juni 2019)

Das Dîner en blanc (franz. für „Abendessen in weiß“) ist eine Form des Social Dinings und bezeichnet das auf Privatinitiative beruhende, über soziale Netzwerke organisierte und verbreitete Massenpicknick weiß gekleideter Menschen an prominenten städtischen Orten.

## Allgemeines
Ausgangspunkt des Phänomens war Paris. Mittlerweile gibt es gleichartige Veranstaltungen weltweit auf allen Kontinenten. In Deutschland fand das erste Dîner en blanc 2008 in Hannover statt, seitdem zunehmend auch in anderen Städten im deutschsprachigen Raum. Die Organisationsform des Dîner en blanc ist ein Flashmob.

## Geschichte
Als Ursprung der Veranstaltung wird der Sommer 1988 genannt, als ein gewisser Francois Pasquier seine überfüllte private Gartenparty spontan in den nahegelegenen Bois de Boulogne verlegt haben soll.
In der Folge verabredete man sich jeden Juni zu einem gemeinsamen, polizeilich nicht angemeldeten Picknick an einem öffentlichen, aber bis zuletzt geheim gehaltenen Ort in Paris. Verpflichtend für alle Teilnehmer ist vollständig weiße Kleidung von Kopf bis Fuß. Selbst mitgebrachte Tische und Stühle werden zu langen Tafeln zusammengestellt, alle Teilnehmer bringen ein dreigängiges Menu und Getränke (vorzugsweise Champagner) mit. Als Schauplätze dienten unter anderem die Place de la Concorde, die Terrasse des Palais de Chaillot und der Innenhof des Louvre, zum 20. Jahrestag des Events die Alleen der Avenue des Champs-Élysées. Am 6. Juni 2019 versammelten sich nach Angaben des Veranstalters am Place de la Concorde und seiner Umgebung rund 8000 Teilnehmer.
Das Dîner en blanc galt lange als exklusives Oberschicht-Event ohne kommerzielle oder politische Hintergründe. Allerdings hat sich der Charakter der Veranstaltung mittlerweile verändert und zieht Menschen aus jeder Gesellschaftsschicht an. So zeichnen sich gerade die Ableger in Deutschland dadurch aus, dass sie explizit jeden animieren, daran teilzunehmen. Die Anzahl der Teilnehmer geht mittlerweile in die Tausende. So versammelten sich im Juni 2012 in Berlin an die 2000 Teilnehmer aus unterschiedlichen gesellschaftlichen Milieus.

## Verbreitung
In jüngster Zeit ist es zur Verbreitung der Idee auch im deutschen Sprachraum gekommen.
In Hannover gibt es das Dîner bereits seit 2008, üblicherweise an ständig wechselnden Orten, die bis zuletzt geheim gehalten werden. Die Teilnehmer organisieren sich meistens dezentral über soziale Netzwerke, da Events dieser Größenordnung im Regelfall nicht ohne Auflagen (Toiletten, Gebühren, Müllabfuhr etc.) durchgeführt werden können.
Am 29. Mai 2010 fand das erste Dîner en blanc Berlin am Bebelplatz mit etwa 400 Teilnehmern statt und am 1. Juli 2010 trafen sich knapp 500 Gäste ganz in weiß im Münchner Hofgarten. 2011 trafen sich zum Dîner en blanc knapp 1000 Menschen in Berlin am Gendarmenmarkt und rund 800 in München auf dem Wittelsbacherplatz. 
In Hannover wurde das Dîner en blanc 2020 und 2021 aufgrund der Covid-19-Pandemie privat in kleinen Gruppen ausgerichtet. In München fand das elfte Dîner en blanc nach zwei Jahren Pandemie-Pause am 30. Juni 2022 erneut im Hofgarten statt.
2010 fand in Hamburg erstmals eine ähnliche Veranstaltung auf der Schopstraße statt: das sogenannte Weiße Dinner, an dem ca. 900 Gäste teilnahmen. Im darauffolgenden Jahr wurde das Weiße Dinner am 13. August in der Osterstraße veranstaltet. Über 2.000 Personen beteiligten sich daran. Allerdings handelt es sich in Hamburg um eine organisierte Veranstaltung, für die z. B. vorab Straßen gesperrt werden, was nicht der Grundidee entspricht.
Der Gedanke zu einer weltweiten Verbreitung wurde inzwischen vom Sohn des Gründers, Aymeric Pasquier, in Montreal aufgegriffen. Dieser wird versuchen, ein Netzwerk aufzubauen, in welchem alle Städte zusammen wirken. Das ursprüngliche Dîner en blanc ist ohne jede Kommerzialität. Von Eventveranstaltern, Sektherstellern und anderen Unternehmen werden inzwischen mancherorts professionelle Veranstaltungen mit Eintrittspreis und Catering angeboten. 2014 planten zwei Berliner Agenturen entsprechende profitorientierte Veranstaltungen in München. Diese Form wird von den Gründern des Dîner en blanc abgelehnt. Aymeric Pasquier hat allerdings eine Bildmarke mit der Nr. 1108447 als Europäische Gemeinschaftsmarke beim Harmonisierungsamt für den Binnenmarkt für den kommerziellen Gebrauch eintragen lassen. 